# Reial Germandat de Jesús Natzarè
La Reial Germandat de Jesús Natzarè, coneguda popularment com els Natzarens, va néixer com una germandat de devots de Jesús Natzarè amb la finalitat de donar escorta a la imatge de Jesús Natzarè, ja que patia una falta d'acompanyament estable.
El seu promotor i fundador va ser Ramón Salas i Ricomà. La mare del propi senyor Salas, Tecla Ricomà i Rufí, va aconseguir salvar el 1835 la imatge del Natzarè, que es guardava a l'Església de Sant Francesc, de la destrucció com a conseqüència dels moviments antireligiosos que s'originaren durant la desamortització dels béns eclesiàstics. Per Reial Ordre del 16 de març de 1914, expedida per Alfons XIII d'Espanya, la Germandat aconseguí el títol de Reial.
El Dimarts Sant organitza un via crucis per la Part Alta i també participa de la processó del dolor el Dimecres Sant i de la processó del Sant Enterrament el Divendres Sant.

## Les seccions
Els membre de l'entitat es distribueixen en diferents seccions dintre de la mateixa: Congregants, Maries del Calvari, Aspirants, Banda de Cornetes, Tambors i Sacs de Gemecs, Portants i Cor d'Aspirants:

### Congregants i Maries del Calvari
Quan els membres de la secció d'aspirants arriben als 16 anys passen automàticament a ser congregnts en el cas dels nois o Maries del Calvari en el cas de les noies. D'aquesta manera els congregants poden participar més activament amb tasques dins de l'entitat. Portant els passos o el Sant Crist i participant activament de la Banda (des del 2011 amb secció infantil).
Cal mencionar que la secció de les Maries del Calvari ha vist un augment en els últims anys en el seu nombre d'associades, ja que fins al 1980 no es permetia a les dones participar de les processons. La importància de les dones dins de la societat actual també es veu reflectida dins la germandat tenint actualment un mig miler d'associades i havent tingut darrerament una dona en el càrrec de presidenta (Raquel Callejón) i havent donat pas a les dones a ser portants dels diferents elements del patrimoni de l'entitat.

### Aspirants
La secció d'Aspirants és el planter de la Germandat on hi ha actualment uns 200 nens i nenes de fins a 16 anys, edat a la que passen a ser Congregants o Maries del Calvari. Els aspirants són els encarregats d'obrir les files de la Germandat en les seves aparicions processionals portant el penó de la Germandat i els guions. Cal destacar que d'aquesta secció també en pertany el Cor d'Aspirants.

### Socors Mutus
Des de la seva fundació la Germandat compta amb una secció de Socors Mutus o Montepio que es va dissoldre l'any 2008 essent l'últim Montepío de la Setmana Santa tarragonina en sobreviure.
el seu funcionament dins de la Germandat era completament autònom, tenint una reglamentació, una caixa i una junta directiva pròpia. Les quantitats que la secció pagava a aquells que patien algun tipus de malaltia eren variables segons els dies que durava o segons si hi havia hagut intervenció quirúrgica. en cas de produir-se una incapacitat laboral total, si l'associat portava un mínim de 6 anys a la secció es condonva el pagament de la quota i s'atorgava una mensualitat vitalicia.

### Banda de Cornetes, Tambors i Sacs de Gemecs
La creació de la banda es fonamenta en tres aspectes: l'estalvi econòmic que implicava el fet de no llogar una banda forana; l'estímul per als membres de l'entitat de participar més activament en la seva vida associativa i la més bàsica: acompanyar el pas del Natzarè. L'any 1985 es va crear la Banda de Cornetes i Tambors que inicialment estava composta per 2 caixes, 6 timbals i 2 bombos. Actualment està formada per 15 cornetes, 8 timbals, 2 caixes, 3 bombos i 5 sacs de gemecs. L'element distintiu més notori de la banda respecte els altres membres de l'entitat és l'ús del botxí com a caputxa i les espardenyes de pagès, no exclusives de la banda però sí molt representatives.
L'any 2011 es creà la secció infantil de la banda agrupant uns 30 nens d'entre 6 i 16 anys, de tal manera que la banda gran tindria una base de la que nodrir-se i s'oferia un reclam per als més petits, ja que darrerament s'havia notat una baixada en la participació d'aspirants en els actes en els quals la germandat participava.
En quant al seu repertori, va més enllà de les peces utilitzades durant les processons que s'ofereixen en diferents concerts dels quals el més significatiu és el que es fa el Divendres Sant davant de Casa Salas (la casa fundacional) a la Rambla Nova abans de la tradicional recollida de passos.

### Portants
La secció de portants es podria separar en 3 segons l'element del qual s'ocupa cadascun dels membres: portants del Sant Crist, portants del pas d'espatlles i portants dels passos a rodes.
L'origen més llunyà dels portants cal buscar-lo als inicis de la Germandat, ja que el lloguer d'homes per a portar els passos es considerava innecessari i sempre hi havia problemàtiques entre ells. Passen els anys i fins al va fer efectiu el no lloguer de portants sinó que serien voluntaris membres de l'entitat els que en serien els encarregats de guiar els passos en els diferents actes. El 1977 es creà definitivament la secció.
Com a curiositat, l'any 1946 es creà la Secció de Cavallers Portants del Sant Crist, referit al que disposa la pròpia entitat i que es guarda a l'Església de Sant Francesc. És l'utilitzat als actes de la Germandat com el Viacrucis, aquests Cavallers Portants van deixar de tenir secció pròpia l'any 1985 a causa d'una modificació estatutària. D'aquesta manera els portants del Sant Crist quedaven vinculats a la vocalia de portants.

### Cor d'Aspirants
A principis dels anys 80 es vivien moments de molta empenta dins de l'organització i es començà a parlar de la possible creació d'un cor que acompanyès el Sant Crist en el seu camí durant el via crucis. Després de diverses gestions entre el conciliari i diferents escoles properes a l'Església de Sant Francesc, es va crear un cor amb 21 aspirants que van poder fer la seva primera sortida l'any 1984.
El Cor d'Aspirants, a part de participar en els actes de Setmana Santa que organitza la Germandat i d'acompanyar els passos, també participa d'altres actes organitzats per altres entitats locals dins el marc de les mateixes festivitats.

## La vestimenta
El disseny de la vestimenta és del fundador; el senyor Salas va concebre una vesta d'estil sobri de color negre, amb un pitet de vellut i una caputxa cònica del mateix color. En el cas de les Maries del Calvari i les aspirants noies el negre del pitet es veu substituït per un pitet de color or vell i pels membres del Cor d'Aspirants aquest mateix pitet és de color blanc.
El negre general de la vestimenta es veu alterat només pel cordó vermell lligat a la cintura i per la medalla amb un cordó també vermell. Originàriament la medalla era una creu també vermella. Finalment els guants que són de color blanc en el cas dels aspirant i negres en el cas dels congregants.

## El patrimoni
el gran patrimoni de la Germandat són els seus tres passos i el Sant Crist que està guardat a l'Església de Sant Francesc. Els misteris estan guardats a l'església de Sant Miquel del Pla dins de la Part Alta de la ciutat. Es l'única entitat de la Setmana Santa de Tarragona que disposa de tres passos:
- Primera Caiguda de Jesús - El Cirineu (1930)
- Jesús Natzarè (1907)
- Jesús és Despullat de les Seves Vestidures (1960)